# كيفن هيوز
كيفن هيوز (14 مارس 1966 في المملكة المتحدة - ) (بالإنجليزية: Kevin Hughes)‏ هو لاعب كريكت بريطاني. لعب مع Oxfordshire County Cricket Club ‏.

## وصلات خارجية
- كيفن هيوز على موقع إي آس بي آن كريك إنفو (الإنجليزية)